# Grand Brion
Cet article possède un paronyme, voir Brion.
Ne doit pas être confondu avec Petit Brion.
Le Grand Brion est un sommet du massif du Vercors situé dans le département français de l'Isère, sur la commune de Vif.
S'étendant du nord au sud sous la forme d'une crête boisée longue d'environ 4 kilomètres, il sépare la vallée du Drac du reste du massif du Vercors et de la vallée de la Gresse, dont il constitue la délimitation orientale avec son homologue, le Petit Brion.

## Toponymie
Le Grand Brion et le Petit Brion possèdent la même étymologie : le nom « Brion » pourrait venir du patois local « brion » qui désigne le nombril d'un être vivant (plutôt que le mot « brivone » qui signifie « grand pont »). Brion peut aussi être rapporté au mot « briga », qui signifie « la citadelle » et qui rappelle la possible présence d'un oppidum Tricorii sur le Petit Brion.
L'adjectif « grand » est tout simplement présent pour différencier ces deux sommets de l'est de la vallée de la Gresse.

## Géographie

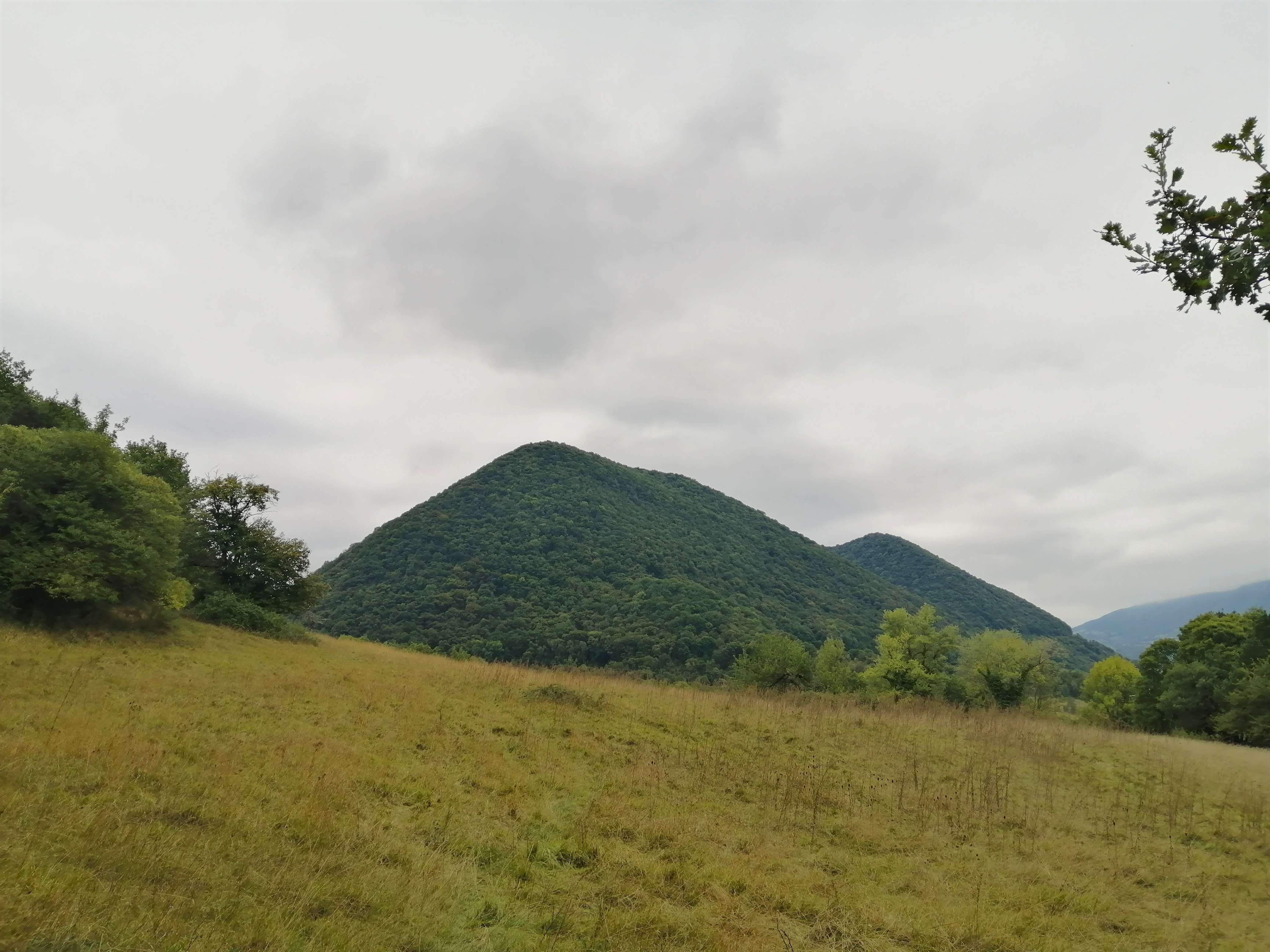
Les flancs nord du Grand Brion vus depuis le Petit Brion.

Le Grand Brion occupe toute la partie sud-est de la commune de Vif, séparant la ville de la vallée du Drac, Saint-Georges-de-Commiers, Notre-Dame-de-Commiers et Saint-Martin-de-la-Cluze. Sur son flanc oriental se trouve le hameau de Chabottes, et sur son versant sud le hameau de la Merlière. Les versants occidentaux sont occupés par le hameau du Crozet, et le versant nord par celui de La Rivoire.
Le Grand Brion fait partie d'un chaînon montagneux formant les limites orientales de la vallée de la Gresse, avec au sud les sommets de la Rochette et de la Lassière (situés sur la commune de Saint-Martin-de-la-Cluze) et au nord le Petit Brion, dont il est séparé par la gorge de La Rivoire (enjambée par le viaduc éponyme permettant le passage de l'autoroute A51).

## Faune et flore

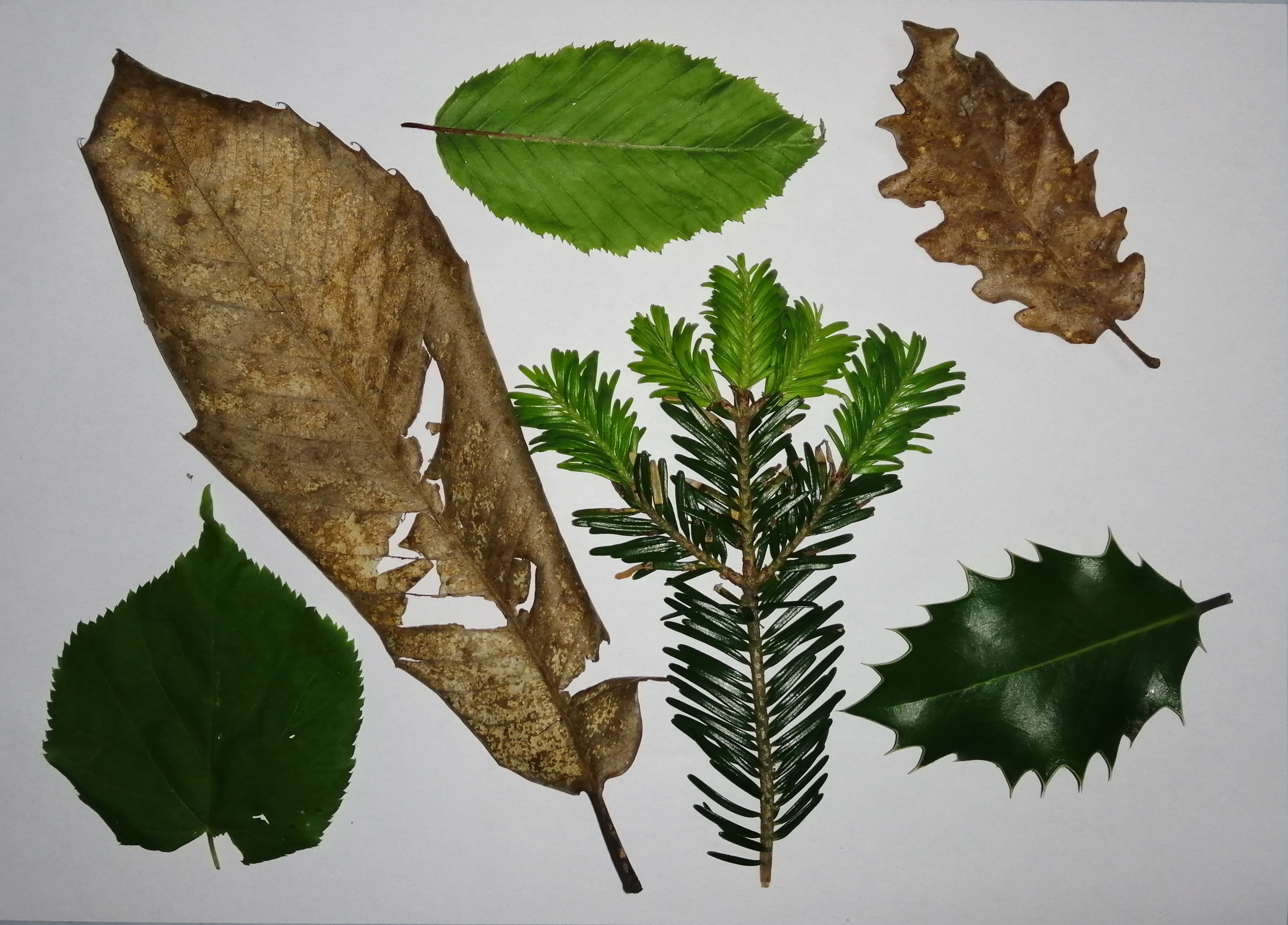
Florilège de feuilles d'arbres représentant la majeure partie de la flore du Grand Brion. De gauche à droite, de bas en haut : tilleul, châtaignier, sapin, cerisier sauvage, houx sauvage, chêne.

La flore du Grand Brion est principalement composée de tilleuls, de chênes, de châtaigniers, de houx sauvage mais aussi de quelques cerisiers sauvages et sapins (chose rare dans cette région du Vercors, où les pins sylvestres sont les conifères les plus répandus).
Parmi les fleurs que l'on peut communément retrouver sur ce sommet, il y a l'orchidée sauvage, l'asphodèle blanc, l'ancolie commune ou encore l'ail des ours.

## Histoire

### Moyen Âge

#### Église Notre-Dame de Bréga
Une donation, faite par Léotgarde à ses fils à l'abbaye de Saint-Chaffre en Velay le 4 août 1030, atteste l'existence d'une petite église située non-loin du centre-bourg de Vif, Notre-Dame de Bréga. Du fait de l'analogie entre les mots Bréga et Brion, il est supposé que cette chapelle se situait sur les versants nord-est du Grand Brion, en bord de l'actuelle route de Roussière où se tiennent aujourd'hui quelques vestiges d'un ancien site culturel de petite dimension. Cette église était certainement encore un lieu de culte important du temps de saint Hugues de Grenoble.

### Époque contemporaine

#### Développement ferroviaire

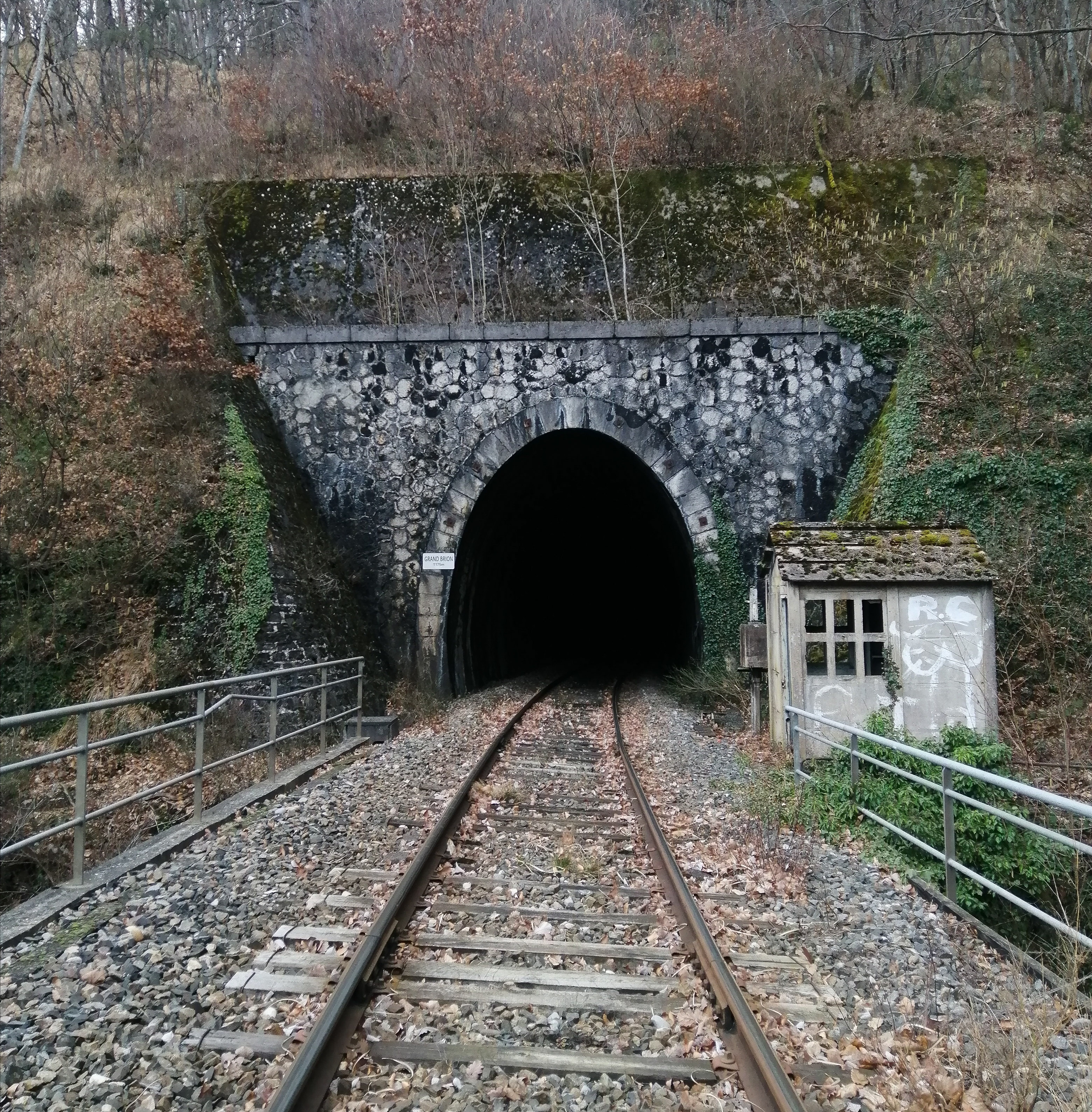
Entrée sud du tunnel du Grand Brion.

Le tunnel hélicoïdal du Grand Brion, creusé à la fin du XIXe siècle dans le cadre de la création de la ligne des Alpes par la PLM, permit la traversée de la montagne d'est en ouest en une courbe en S longue de 1 175 mètres. Servant de nos jours au passage de la ligne de Lyon-Perrache à Marseille-Saint-Charles (via Grenoble), le tunnel donne son nom à un repli naturel situé sur les flancs occidentaux du Grand Brion, appelé la gorge du Tunnel.

#### Industrie de la poterie
De même que le Petit Brion, le Grand Brion fut longtemps exploité aux XIXe siècle et XXe siècle par les potiers et tuiliers de la vallée (Genet, Incelet, Petasson, Bocquet, Paucher et Doriol) pour son argile. Les carrières d'extraction étaient surtout recentrées au niveau de la gorge de La Rivoire, au nord de la montagne, ainsi que vers les hameaux de la Merlatière et du Crozet.

#### XXIesiècle
Un avion de tourisme parti le 11 juin 2025 de l'aérodrome du Versoud s'écrase sur les flancs orientaux du Grand Brion, dans une zone forestière du côté du hameau de Chabotte, entraînant la mort de son pilote, âgé de 22 ans. La carcasse est retrouvée le lendemain aux alentours de 12 h 45,,,,.